# Midden-Noord-Brabants
Het Midden-Noord-Brabants, in Nederland gewoonlijk Midden-Brabants genoemd, is een van de primaire onderverdelingen die het Woordenboek van de Brabantse Dialecten (WBD) hanteert voor de Brabantse streektaal.
Het staat tussen het Noordwest-Brabants en het Oost-Brabants in, zowel geografisch als taalkundig. De voornaamste kenmerken van het Midden-Noord-Brabants zijn:
- Behoud van de h, in tegenstelling tot de westelijke en zuidelijke Brabantse dialecten;
- Afwezigheid van umlaut in verkleinwoorden, in tegenstelling tot het Oost-Brabants.
- Realisatie van de Oudgermaanse sk- als sch-, juist zoals in het Standaardnederlands, en niet, zoals in veel Oost-Brabantse dialecten, als sk-: schoon "mooi".

Hier moet bij worden aangetekend dat de Maaslandse dialecten wel umlaut kennen. De samenstellers van het Woordenboek hebben echter de afweging gemaakt de Maaslandse dialecten bij het Midden-Noord-Brabants in te delen en als grens met het Oost-Brabants de sch-sk-lijn te nemen.
Het Midden-Noord-Brabants wordt verder opgedeeld in:
- Het Midden-Noord-Brabants in eigenlijke zin: een strook in het midden van de provincie, waartoe ook Tilburg hoort, die doorloopt over de Belgische grens en ook de gemeente Ravels omvat. Dit dialect wordt door de samenstellers van het Woordenboek Tilburgs genoemd;
- Het Hollands-Brabants, in het Land van Heusden en Altena, met uitlopers tot aan Rijen;
- Het Maaslands, in de streek ten oosten van 's-Hertogenbosch en noorden van Oss.

Zowel het Maaslands als het Hollands-Brabants hebben hun voortzetting in noordelijkere streekdialecten die men gewoonlijk Zuid-Gelders noemt, maar die weinig afwijken van de Brabantse dialecten: het Nederbetuws, het Maas-en-Waals en het Bommelerwaards. Deze dialecten worden door het WBD niet behandeld.